# 李浚
李 浚（이준、1441年1月20日 - 1479年1月28日）は、李氏朝鮮前期の王族である。
本貫は全州、字は子淸、号は子濬、諡号は忠懋。君号は亀城大君。

## 概要
亀城君は世宗の第四王子臨瀛大君の二人目の息子として生まれる。
幼い頃は祖父世宗に、総愛を受け、20代の年齢で議政府の領議政を過ごした。

## 生涯
1441年1月20日、漢城府で世宗の4人目の息子である臨瀛大君の2人目の息子として生まれ、1466年には登準市武科に甲と急制艦に続いて道総館になって翌年1467年南怡の鎮圧する総司令官に任命され、乱を鎮圧した功労で27歳の年齢で兵曹判書に任命された。
翌年1468年の旧暦7月17日に28歳の年齢で領議政に任命された。
1468年9月、叔父の世祖が崩御し、従兄である睿宗が即位し、霊衣政としてしばらく摂政した。
1479年1月28日に39歳で死亡した。